# 이홍훈
이홍훈(李鴻薰, 1946년 6월 1일 ~ 2021년 7월 11일)은 대한민국의 대법관을 역임한 법조인이다.

## 생애
1946년 6월 1일 전라북도 고창군 흥덕면 신송리에서 정미업을 하는 부농 집안에서 6남매의 장남으로 태어나 경기고등학교와 서울대학교 법학과를 졸업하였다.
군사정권 시절 보낸 대학 시절에 고등학교 동기인 손학규 전 바른미래당 대표와 김근태 전 민주통합당 상임고문, 조영래와 친하게 지내며 사회문제를 놓고 토론하고 뜻을 함께했다.
1972년 서울대학교 출신 51명을 포함하여 80명이 합격한 제14회 사법시험에 합격하여 사법연수원 4기를 수료하고 법무관으로 군 복무를 마치고 1977년 11월 서울지방법원 영등포지원 판사에 임용되어 서울고등법원 부장판사, 제주지방법원장, 수원지방법원장, 서울중앙지법원장 등을 역임하며 엘리트 코스를 밟았지만 법원 내에서 개혁적 인물로 평가받았다.
서울지방법원 판사로 재직하던 1995년 사회민주주의청년동맹 국가보안법 위반 사건에서 1992년 대법원 소수의견(이회창 등)을 인용하여 이적표현물 조항에 대해 “국가의 존립과 안전을 위태롭게 하거나 자유민주적 기본질서에 위해를 줄 명백한 위험이 있을 경우에만 적용해야 한다”며 피고인에게 무죄를 선고했던 이홍훈은 4회에 걸쳐 0순위 대법관 후보로 추천받았으나 번번이 임명되지 못한 채 수원지방법원장으로 있던 2005년 노무현 대통령이 이용훈 공직자윤리위원장, 조준희 언론중재위원장과 함께 최종영 대법원장 후임으로 유력한 대법원장 후보로 검토하고 문재인 민정수석이 직접 의사를 타진했으나 "대법관을 거치지 않고 대법원장이 되는 것은 전례에 없는 일로 바람직하지 않고 대법원장이 아닌 대법관에 관심 있다"며 그 제안을 고사했으며 그 해 박시환, 김지형, 김황식이 대법관에 임명되자 사퇴하려했으나 이용훈 대법원장이 붙잡으며 "한 번만 더 기다려 보라"고 간곡히 설득했고 2006년에 대법원장이 제청하여 노무현 대통령에 의해 대법관에 임명되었다.
대법관에 대해 "사람으로 태어나서 할 수 있는 최고 직업이라고 생각하지요. 남에게 간섭 안 받고 독립적으로 일할 수 있고 국가와 사회가 나아갈 방향을 법의 이름으로 판결문에 담을 수 있으니 세상에 이런 자리는 없다"고 생각하지만 "일 많이 하고 고생하는 자리"라면서 "체력 뿐만 아니라 세상을 보는 안목도 있어야 되는 자리"라고 말하는 이홍훈은 대법관으로 재직하면서 "근로자의 파업을 무조건 업무방해죄로 처벌해서는 안 된다"는 판결로 '단순 파업도 당연히 업무방해죄에 해당한다'고 여긴 대법원 판례를 변경하고 무급휴직원을 내고 출산을 했더라도 "근로기준법상 출산휴가 2개월간의 임금을 지급해야 한다"며 근로자의 기본권을 보호한 판결, 공익을 위해 언론사에 내부 비리를 폭로한 공무원을 국가가 해임한 것은 부당하다는 판결을 하면서 "국민의 기본권과 사법 정의에 중점을 두고 판단해 기본권 보호에 충실하면서도 사회적 약자를 옹호하는 판결을 많이 내렸다"를 평가를 받고 "배심원단이 일치된 의견으로 무죄 평결을 한 경우 특별한 사정이 없으면 배심원단의 의견을 존중해야 한다"는 판결로 ‘국민참여재판’ 정착에 공헌, ‘4대강 사업 집행정지 신청’ 전원합의체 사건에서 주심을 맡아 “환경문제가 포함된 이 사건을 처리하면서 미래의 세대인 우리 자손의 중요한 삶의 터전이 될 환경이 오염되거나 훼손되지 아니하도록 각별한 주의를 기울일 필요가 있다”며 4대강 사업 중단의 필요성을 강조하는 등 재직 시절 진보적 소수의견을 많이 낸 전수안·김지형·김영란·박시환과 함께 ‘독수리 5형제’로 불렸다.
개혁 성향이라는 판사라는 평가도 있지만 민정당사 점거 사건 법정에서 구호를 외치거나 노래를 부르고 유인물을 뿌리는 행동이 있자 "법정 태도에 따라 형량을 달리하여 법정 소란•모독에 엄단한다"는 법원의 방침이 정해진 이후 처음으로 "총선에서 민정당 후보에 대해 투표하지 말 것"을 선동하여 집회 및 시위에 관한 법률 위반으로 구속기소된 피고인에게 실형을 선고하면서 "자신들의 행동이 정당하다고 생각되더라도 국법질서에 위배되는 행위는 바람직하지 않습니다"라고 하면서 "집회 및 시위에 관한 법률이 헌법에 위배되는지 여부에 대해 판단할 권한이 자신에게 없다"고 하는 방법으로 여느 판사와 다를 것이 없이 위헌법률심사권이라는 사법권을 가진 헌법기관으로서 권한을 스스로 포기하였지만 1988년 헌법 개헌으로 환경권이 포함된 이후에는 처음으로 1994년에 아파트 동 간격이 좁아 소송을 제기한 원고에 대해 일조권 침해를 인정하는 판결을 하기도 했다.
2006년 60세의 나이로 대법관에 임명돼 1985년 이일규 전 대법원장의 대법원 판사 정년퇴임 뒤 처음으로 기록한 정년 퇴임으로 대법관 임기를 마치는 퇴임사 말미에 '대법관 이홍훈'이 아닌 '법관 이홍훈'이라고 쓰고 퇴임한 2011년 "평생 법관직을 수행해 오면서 국민생각을 잊은 적이 없었다" 면서 "다산 정약용 선생의 민본과 위민사상, 청백과 절검사상, 덕치사상을 공직자의 근본덕목으로 삼고 올곧고 올바른 삶을 살려고 노력했으나 능력이 부족한 탓으로 부끄럽고 후회스러운 일도 많은 것 같다"고 자평하며고향 집에서 85세의 어머니 채귀례, 부인 박옥미와 길고양이 11마리, 진돗개 2마리와 함께 살았던 이홍훈은 2011년 5월 한국행정판례학회 회장직을 맡아 이론과 실무연구를 연결하고 9월에 한양대학교, 전북대학교 법학전문대학원 석좌교수를 맡아 강의하면서 법조윤리협의회 위원장, 화우공익재단 이사장, 신문윤리위원회 위원장, 2017년부터 2년 동안 서울대학교 이사장, 2018년 김명수 대법원장이 사법개혁 방안을 마련하기 위해 설치한 ‘국민과 함께하는 사법발전위원회’ 초대 위원장을 맡았으며 변호사로서 고문으로 있는 법무법인 화우 업무로 일주일에 절반은 서울에서 지내면서 대법원 상고심 사건 기록을 검토해주고 자문에 응하여 이재명 경기도지사의 공직선거법 위반 상고심을 맡아 무죄 취지로 파기환송하는데 기여하였다.
2017년 담도암 판정을 받고 10시간이 넘는 대수술을 하여 1년 넘게 항암 치료를 했으나 암은 간으로 번져 간의 일부를 잘라내는 수술을 받았고 2019년에 다시 폐에서 암세포가 발견되었으나 세 번째 수술을 하는 것은 무리라는 진단에 따라 폐의 암세포의 진행 속도를 지켜보면서 3개월에 한 번 면역 치료를 받았다.
대법관 퇴임 이후 귀향하여 고향 집에서 정원을 가꾼다는 사실이 2021년 5월 6일 방송된 kbs1tv 다큐인사이트를 통해 알려졌으나 2021년 7월 11일 3시 49분 희귀 질환을 앓는 딸을 포함하여 2남2녀의 자녀를 두고 사망했다.
사법연수원 시절부터 40년 넘게 해온 마음 공부 덕분에 삶과 죽음이 하나라는 뜻의 생사일여(生死一如)니 우주일화(宇宙一花)를 좋아하는 이홍훈은 공익 논문집 <宇宙一花>에서 화엄경부터 시작해 칸트의 윤리론을 거쳐 소립자 물리학까지 거론하며 직접 쓴 원고지 20매 분량의 서문에서 "생명체의 생성 기반은 다른 생명체의 죽음으로 마련된 것이며, 나타남과 사라짐, 삶과 죽음의 모든 것이 하나로 연결된 전체임을 알 수 있다"고 했다.

## 학력
- 1959 흥덕초등학교 졸업
- 1962 전주북중학교 졸업
- 1965 경기고등학교 졸업
- 1969 서울대학교 법과대학 졸업
- 1973 서울대학교 대학원 졸업(법학석사)

## 경력
- 1972 제14회 사법시험 합격
- 1974 사법연수원 제4기 수료
- 1975 육군법무관
- 1977~1979 서울지방법원 영등포지원 판사
- 1979~1981 서울민사지방법원 판사
- 1981~1983 대전지방법원 금산지원 지원장
- 1983~1985 서울형사지방법원 판사
- 1985~1987 서울고등법원 판사
- 1989 대법원 재판연구관
- 1989~1991 대구지방법원 김천지원 지원장
- 1991 수원지방법원 부장판사
- 1992~1993 인천지방법원 부장판사
- 1993~1994 서울지방법원 남부지원 부장판사
- 1994~1995 서울형사지방법원 부장판사
- 1995~1996 수원지방법원 성남지원 지원장
- 1996~1997 광주고등법원 부장판사
- 1997.2.18 ~1997 광주지방법원 수석부장판사
- 1998~2003 서울고등법원 부장판사
- 2003 법원도서관 관장 겸임
- 2004.2~2005.2 제주지방법원 원장
- 2005.2~2005.11 수원지방법원 원장
- 2005.11~2006.6 서울중앙지방법원 원장
- 2006.7~2011.5 대법원 대법관
- 2011년 5월 한국행정판례학회 회장
- 2011.8~2014 한양대학교 법학전문대학원 석좌교수
- 2011.11 전북대학교 법학전문대학원 석좌교수
- 2012~현재 법무법인(유) 화우 고문변호사
- 2013.7~2016 제4대 법조윤리협의회 위원장
- 2015.04~2017 제20대 한국신문윤리위원회 위원장
- 2017.02~2019.01 제4대 서울대학교 이사장
- 서울대학교 총동창회 부회장

## 일화
- 환경법과 행정법 분야에 관한 권위자로서 한국행정판례연구회와 법원 내부의 환경법 커뮤니티를 이끌었다.
- 서울지방법원 남부지원 부장판사 재직 시에는 최초로 일조권 손해배상 책임을 인정한 판결을 내렸다.
- 법원행정처 조사심의관으로 재직할 당시 법원행정처에 속해 있던 법원도서관을 독립 기관화하는 데 기틀을 마련했다는 평가를 받고 있다.